# بل‌ایر شور (فلوریدا)
بل‌ایر شور، فلوریدا (به انگلیسی: Belleair Shore) شهرکی در شهرستان پاینلاس ایالت فلوریدا است که در سال ۱۹۵۵ بنیان‌گذاری شده‌است. این شهرک طبق سرشماری سال ۲۰۱۰ میلادی، ۱۰۹ نفر جمعیت داشته و مساحت آن نیز ۱٫۱ کیلومتر مربع است.